# Partido Humanista de Chile
Partido Humanista de Chile, sv:Humanistpartiet-Chile, är ett parti i Chile. Partiet bildades 1984 och blev i de första demokratiska valen efter Augusto Pinochets diktatur 1987 det första humanistiska partiet i världen att vinna en stol i ett nationellt parlament.
I presidentvalet i Chile 2009 stödjer partiet Marco Enríquez-Ominamis kandidatur.